# Elena Sánchez Ramos
Elena Sánchez Ramos (1965 - 2 de juliol de 2016) va ser una periodista espanyola llicenciada en filologia hispànica i màster en periodisme per l'Escola UAM/El País, va ser cap dels serveis informatius de Telemadrid. A la mateixa cadena va dirigir el programa Madrid Directo, un format imitat en diferents mitjans de comunicació.
El 2001 es va incorporar al grup PRISA i va dirigir durant més de quatre anys Canal+. Posteriorment, va passar a formar part de l'equip fundacional que va dissenyar el llançament de Cuatro, la cadena en obert de PRISA hereva de la freqüència en obert de Canal+. En el nou canal va ser directora de continguts fins al desembre de 2010.
El 2011 es va incorporar a l'equip de PRISA Digital, des d'on va impulsar la transformació global del model dels negocis de PRISA i la integració de les seves diferents unitats a través de la tecnologia digital. Es va ocupar de coordinar aquesta transformació entre els equips digitals i els mitjans escrits, les cadenes de ràdio, les empreses audiovisuals i editorials de PRISA tant a Espanya com internacionalment. Abans de morir amb 51 anys, dirigia PRISA Video i va coordinar els actes commemoratius dels 40 anys d'El País.